# Flèche d'Émeraude
De Flèche d'Émeraude ('smaragden pijl') is een voormalige Franse wielerwedstrijd die voor het eerst werd verreden in 2011 in en rond de stad Saint-Malo (Bretagne). De koers maakte deel uit van de UCI Europe Tour met een classificatie van 1.1. De winnaar van de eerste editie was de Fransman Tony Gallopin, rijdend voor Cofidis, le crédit en ligne.

## Lijst van winnaars

### Overwinningen per land
| Overwinningen | Land              |
| ------------- | ----------------- |
| 1             | Frankrijk, Italië |